# Mahazony
Mahazony è una città e comune del Madagascar situata nel distretto di Ambalavao, regione di Haute Matsiatra. 
La popolazione del comune rilevata nel censimento 2001 era pari a 11 480 unità.